# Capri Television
Capri Television è stata una rete televisiva italiana a diffusione nazionale che trasmetteva programmi d'intrattenimento e informazione, film classici e d'autore, video musicali e televendite. L'emittente apparteneva alla Television Broadcasting System, che fa capo ai fratelli Federico, gli stessi di Telecapri.

## Storia
L'emittente ha iniziato le trasmissioni come Radio Capri Television nel 2010 all'interno del multiplex televisivo Alpha con LCN 66, in seguito ha cambiato lievemente la denominazione in Radio Capri TelevisiON. Trasmetteva video musicali (alternati a televendite dal 2015 al 2016) a rotazione fino al 15 aprile 2016, quando, dal giorno successivo, inizia a ospitare in alcune fasce orarie lo spazio OneTalent.TV; la programmazione dell'emittente, perciò, è stata ridotta in favore di questi.
Dal 20 giugno 2016 OneTalent.TV trasmette 24 ore al giorno; tuttavia ѐ ancora presente il logo di Radio Capri Television (il logo di quest'ultimo è poi stato rimosso).
Dal 30 settembre 2016, la programmazione di OneTalent.TV è stata soppressa e, di conseguenza, Radio Capri Television ha reinserito il suo logo ed è tornata ad avere un palinsesto composto di video musicali a rotazione alternati a televendite.
In precedenza ha trasmesso in LDTV, ma dal 15 gennaio 2013 trasmette in SDTV.
Il 21 aprile 2017 il canale diventa Capri Television, mantenendo però lo stesso identificativo e palinsesto. Dal 3 maggio successivo comincia a trasmettere i film trasmessi in passato su Retecapri, diventandone a tutti gli effetti l'erede, dal momento che quest'ultima, insieme alla LCN 20, è passata a Mediaset.
Il 4 aprile 2018 l'emittente viene chiusa in seguito al ritorno del marchio Retecapri sul canale 66.

## Loghi

6 giugno 2010 - 21 aprile 2017

## Ascolti
Dati Auditel relativi al giorno medio mensile sul target individui 4+.
|      | Gennaio | Febbraio | Marzo | Aprile | Maggio | Giugno | Luglio | Agosto | Settembre | Ottobre | Novembre | Dicembre | Media anno |
| ---- | ------- | -------- | ----- | ------ | ------ | ------ | ------ | ------ | --------- | ------- | -------- | -------- | ---------- |
| 2017 | -       | -        | -     | -      | 0,01%  | 0,01%  | 0,01%  | 0,01%  | 0,01%     | 0,01%   | 0,01%    | 0,01%    | 0,01%      |
| 2018 | 0,01%   | 0,01%    | 0,01% | chiuso | chiuso | chiuso | chiuso | chiuso | chiuso    | chiuso  | chiuso   | chiuso   | chiuso     |